# Fiat
Fiat je brand koji obuhvaća više industrijskih društava proizašlih iz dioničkog društva Fabbrica Italiana Automobili Torino, osnovanoga 11. srpnja 1899. godine u Torinu u Italiji. Fiat SpA je sada najjača talijanska privatna financijska i industrijska grupa.

## Fiat Automobiles
Fiat Automobiles SpA je dioničko društvo koje proizvodi automobile s brandom Fiat, u sklopu Fiat Automobiles Group.

### Povijest
Prva Fiatova tvornica otvorena je 1900. u Torinu, u Corsu Dante, sa 150 zaposlenih gdje su proizveli 24 automobila s 3 kotača i 12 KS. Fiatov logo je dizajnirao Biscaretti 1904. Fiat se 1908. proširio i izvan Italije i tako bio dostupan u Njemačkoj i u SAD-u. Fiat je imao mnogo modela od kojih su najpoznatiji iz našeg doba Punto, Panda, Duna itd.

### Sadašnji modeli
- 1983. Fiat Mille Fire (Uno)
- 1993. Fiat Coupe (također: Fiat Coupé)
- 1996. Fiat Palio (također: Fiat Weekend, Nanjing Fiat Palio, Pyonghwa Hwiparam)
- 1996. Fiat Siena (također: Fiat Petra, Nanjing Fiat Siena, Pyonghwa

Hwiparam)
- 1996. Fiat Strada (Brazil, JAR)
- 1998. Fiat Multipla
- 2001. Fiat Doblò
- 2001. Fiat Stilo
- 2002. Fiat Ulysse (druga serija)
- 2002. Fiat Ducato (druga serija restyling)
- 2002. Fiat Albea (Rusija)
- 2003. Fiat Idea
- 2003. Fiat Nuova Panda
- 2003. Fiat Punto (druga serija restyling)
- 2004. Fiat Nuova Panda 4x4
- 2005. Fiat Panda Alessi
- 2005. Fiat Panda Cross
- 2005. Fiat Croma
- 2005. Fiat Sedici
- 2005. Fiat Grande Punto
- 2006. Fiat Panda 100HP
- 2006. Fiat Ducato (terza serie)
- 2006. Zastava 10 (Fiat Punto Classic)
- 2007. Fiat Linea
- 2007. Fiat Bravo (druga serija)
- 2007. Fiat Nuova 500
- 2007. Fiat Fiorino (četvrta serija)
- 2007. Fiat Grande Punto Abarth
- 2008. Fiat Nuova 500 Abarth
- 2008. Fiat Qubo
- 2009. Fiat 500C Cabriolet
- 2009. Fiat Punto Evo
- 2009. Fiat Doblò (druga serija)
- 2010. Fiat Nuova Uno (brazilska verzija)

## Fiat Group Automobiles
Fiat Group Automobiles (FGA) dioničko je društvo kojemu je stopostotni vlasnik Fiat SpA. Osnovano je 1. veljače 2007. kao slijednik dotadašnjeg društva Fiat Auto SpA. 
Potkraj travnja 2008. FGA je sklopila sporazum sa srpskom vladom o kupnji tvornice Zastava u Kragujevcu. 
U travnju 2009. FGA je kupila 20% vlasništva Chrysler Group LLC, što je prodao Cerberus Capital Management L.P., započevši savez dviju tvrtki. Po tom dogovoru Fiat treba do prve polovice 2014. stupiti u vlasništvo više od 50% Chryslera. Zajednički im je cilj proizvoditi više od 6 milijuna vozila godišnje.

### Društva koja kontrolira FGA i njezin vlasnički udio
- Fiat Automobiles - Torino - 100%
- Fiat Professional - Torino - 100%
- Alfa Romeo Automobiles - Torino - 100%
- Lancia Automobiles - Torino - 100%
- Abarth - Torino - 100%
- Chrysler - Auburn Hills - 35%
- Dodge - Auburn Hills - 35%
- Jeep - Toledo, Ohio - 35%
- RAM Trucks - Auburn Hills - 35%
- Global Electric Motorcars - Fargo, Sjeverna Dakota - 35%

### Joint ventures u kojima je FGA i njezin vlasnički udio
- Tofaş – 37,86%
- Leasys – 46,69%
- Sevel – 50%
- Zastava – 70%

## Fiat SpA
Fiat SpA je dioničko društvo, talijanska industrijska grupa nastala 1. siječnja 2011. od dotadašnje Fiat Group, pošto se od nje odvojila Fiat Industrial s proizvodnjom poljoprivrednih i industrijskih strojeva. Većinski dioničar je Exor, holding čiji su vlasnici potomci Fiatova utemeljitelja Giovannija Agnellija, s prezimenima Agnelli, Elkann i Nasi. Glavni dioničar i Exorov predsjednik je John Elkann.

### Poduzeća u sklopu Fiata SpA i njegov vlasnički udio
Automobili
- Fiat Group Automobiles (100%)
- Maserati (100%)
- Ferrari (85%)

Dijelovi i proizvodni sustavi
- Fiat Powertrain Technologies (100%)
- Magneti Marelli (100%)
  - Ergom automotive
- Teksid (84,8%)
- Comau (100%)

Nakladništvo i komunikacije
- Itedi (100%)
  - Editrice La Stampa
- Publikompass (100%)